# Michael Waterman
Michael Spencer Waterman (sinh ngày 28 Tháng Sáu năm 1942) là một Giáo sư Ưu tú trong các ngành khoa học Sinh học, Khoa học Máy tính và Toán học tại Đại học Nam California (USC). Trước đây ông từng làm ở Phòng thí nghiệm Quốc gia Los Alamos và Đại học Idaho State.

## Giáo dục thời trẻ
Waterman lớn lên gần Bandon, Oregon,  và hoàn thành việc học cử nhân ngành Toán từ Đại học Tiểu bang Oregon, sau đó theo học Tiến sĩ về Xác suất Thống kê tại Đại học Bang Michigan vào 1969.

## Nghiên cứu và quan tâm
Waterman là một trong những người sáng lập và tiên phong trong lĩnh vực Sinh học tính toán. Ông tập trung vào các kỹ thuật khoa học máy tính, thống kê và toán học ứng dụng tới nhiều vấn đề trong sinh học phân tử. Ông đã có sự đóng góp nhiều vào các công cụ được dùng nhiều nhất trong lĩnh vực này. Đặc biệt, thuật toán Smith-Waterman (được phát triển cùng với Temple F. Smith) là cơ sở cho nhiều chương trình bắt cặp trình tự.
Vào năm 1988, Waterman và Eric Lander đã công bố bài báo mang tính cột mốc mô tả một mô hình toán học để lập bản đồ dấu chỉ thị (fingerprint mapping). Công trình này đã hình thành một trong những lý thuyết nền tảng cho nhiều dự án lập bản đồ và giải trình tự DNA sau này, đặc biệt là Dự án Bộ Gen Người. Một bài báo vào 1995 của Idury và Waterman đã trình bày tập hợp trình tự Eulerian-De Bruijn được sử dụng rộng trong các dự án NGS.
Với Pavel A.Pevzner (nguyên nghiên cứu sinh sau tiến sĩ trong phòng thí nghiệm của ông), ông bắt đầu hội thảo Quốc tế Nghiên cứu trong Sinh học phân tử Tính toán (Research in Computational Molecular Biology - RECOMB),  và ông là một biên tập viên sáng lập Tạp chí Sinh học Tính toán (Journal of Computational Biology). Waterman cũng là tác giả của một trong những cuốn sách giáo khoa sớm nhất trong lĩnh vực này: Introduction to Computational Biology.

## Giải thưởng và Danh hiệu
Cùng với Cyrus Chothia và David Haussler, Waterman đã được trao giải Dan David 2015 cho những đóng góp của ông trong lĩnh vực bioinformatics. Ông đã được trao bằng Tiến sĩ Danh dự của Đại học Tel Aviv vào năm 2011, và bằng Tiến sĩ Danh dự của Đại học Southern Denmark  vào nămm 2013.
Waterman là thành viên của Viện Hàn lâm Khoa học và Nghệ thuật Hoa Kỳ từ năm 1995, là thành viên của Học viện Kỹ thuật Quốc gia Hoa Kỳ từ năm 2012, là thành viên của Viện Khoa học Trung Quốc từ năm 2013, và là thành viên của Viện Hàn lâm Khoa học Quốc gia Hoa Kỳ từ 2001. Ông cũng là viện sĩ của Viện Hàn lâm Khoa học Pháp từ 2005.
Waterman đã được Hiệp hội Quốc tế về Sinh học Tính toán bầu là ISCB Fellow vào 2009 và đã được trao Giải thưởng Nhà khoa học Cấp cao ISCB vào năm 2009.

## Đời tư
Waterman từng viết một cuốn hồi ký,  Getting Outside, kể về thời thơ ấu sống trong một trang trại biệt lập ở phía nam bờ biển Oregon giữa thế kỷ XX.